# 菲兹沃尔吉
菲兹沃尔吉，是匈牙利佐洛州所辖的一个村，总面积3.14平方公里，总人口141，人口密度44.9人/平方公里（2010年1月1日）。